# Kuźniczka (Kędzierzyn-Koźle)
Kuźniczka (niem. Kuschnitzka) – część miasta oraz jedno z 16 osiedli administracyjnych miasta Kędzierzyna-Koźla. Siedziba Rady Osiedla znajduje się przy ulicy Grunwaldzkiej 83. Przewodniczącą Zarządu Osiedla (2023) jest Ariadna Miernicka.
Dawniej odrębna wieś i gmina jednostkowa, włączona 1 lipca 1933 roku do gminy jednostkowej Kędzierzyn (Kandrzin). Od 1945 w gminie zbiorowej Kędzierzyn, którą w 1951 roku przekształcono w miasto Kędzierzyn. W 1975 roku, w związku z powiększeniem Kędzierzyna, znalazła się w granicach miasta Kędzierzyn-Koźle.

## Historia
| Liczba ludności w miejscowości | 1845 | 1855 | 1861 |
| ------------------------------ | ---- | ---- | ---- |
| Kuźniczka (Kuschnitzka)        | 167  | 188  | 217  |

Od końca XIX w. do 1933 r. wieś posiadała własną pieczęć gminną, na której przedstawiono po prawej kuźnię, po lewej konia. Jest to tak zwana pieczęć z godłem mówiącym.
W dniu 31 stycznia 1945 Armia Czerwona zajęła Kuźniczkę. 21 marca 1945 rozpoczęło się przejmowanie od Armii Czerwonej obiektów gospodarczych w powiecie kozielskim.

## Komunikacja
Miejski Zakład Komunikacyjny w Kędzierzynie-Koźlu posiada w dzielnicy Kuźniczka 5 przystanków autobusowych: Kuźniczka Cmentarz, Bar "Rumcajs", Skrzyżowanie, Spokojna, Ogródki działkowe.
kursują tutaj linie autobusowe: 3 i 9.

## Sport
- Stadion sportowo-rekreacyjny (ul. Grunwaldzka 71) – wykorzystywany do prowadzenia szkolenia i rozgrywek w piłce nożnej i lekkiej atletyki oraz do organizacji imprez sportowych, kulturalnych, rekreacyjnych i innych.